# آنتونلا دل کور
آنتونلا دل کور (انگلیسی: Antonella Del Core؛ زادهٔ ۵ november ۱۹۸۰ (۴۴ سال)) بازیکن والیبال، و بازیکن والیبال ساحلی اهل ایتالیا است.
از باشگاه‌هایی که در آن بازی کرده‌است می‌توان به باشگاه والیبال زنان زنیت کازان اشاره کرد.